# Beriev A-100
Dimensions
Le Beriev A-100 est un avion de détection et de commandement aéroporté de construction russe basé sur l'avion de transport Il-76MD-90A. Cet avion est développé pour remplacer le Beriev A-50 dans le service de l'armée de l'air russe. L'avionique et la configuration seront similaires à celles de l'A-50U, mais avec un nouveau radar à antenne active Vega Premier.

## Conception et développement

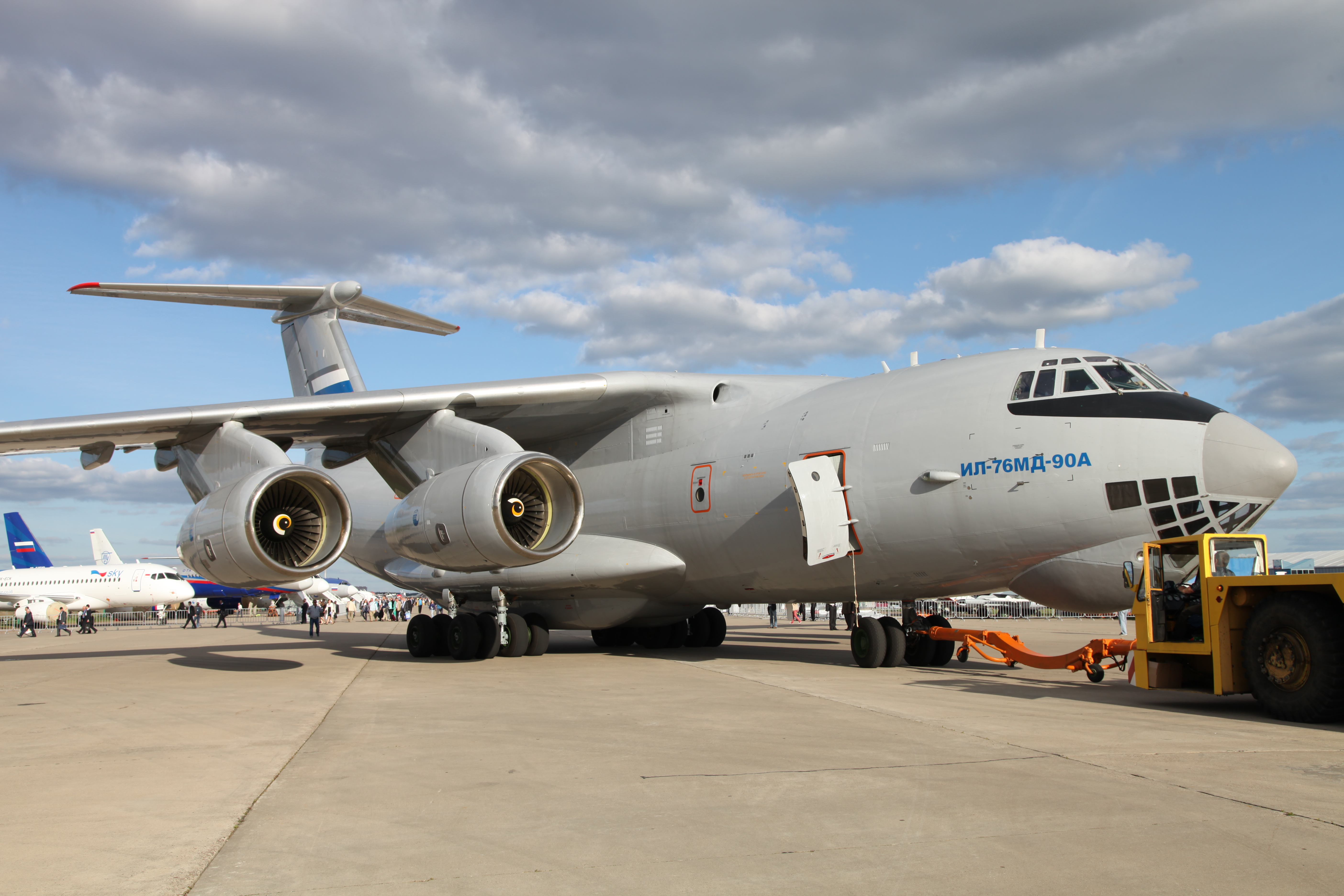
L'Iliouchine Il-76MD-90A (Il-476) en 2013, sur lequel est basé le Beriev A-100.

L'A-100 est désigné comme l'Izdeliye PM, un projet destiné à développer un remplaçant pour le A-50. L'avion est basé sur l'Il-76MD-90A amélioré, qui est équipé de nouvelles turbosoufflantes PS-90A-76 15 % plus puissantes que les D-30KP utilisées par l'Il-76. La forme extérieure de l'A-100 sera similaire à celle de l'A-50, avec le réseau radar principal logé dans un dôme rotatif monté sur deux entretoises au-dessus du fuselage. Le nouveau radar Vega Premier AESA dans le dôme aura une direction électronique en élévation tandis que l'azimut est contrôlé par la rotation du dôme. Sa vitesse de rotation est d'un tour en 5 secondes, ce qui permet d'améliorer la capacité du radar à suivre les cibles se déplaçant rapidement. Il peut détecter des cibles aériennes à plus de 370 milles (685 kilomètres) et des navires de guerre à près de 250 milles (400 kilomètres).
Les deuxième et troisième appareils Il-76MD-90 à sortir de l'usine ont été transférés au sein des usines Beriev afin d'être transformés en A-100.
En avril 2020, une source de l'industrie militaire russe déclare que les forces aérospatiales russes commenceront à prendre livraison du nouveau Beriev A-100 en 2024, pour compléter et éventuellement remplacer les avions Beriev A-50 et A-50U AEW figurant à l'inventaire des forces aérospatiales.
En février 2022, The Drive[Quoi ?] rapporte que les sanctions contre la Russie ont retardé le projet et début 2023, il semblait en pause.

### Développement connexe
- Iliouchine Il-76
- KJ-2000
- DRDO AEW&CS (en)
- Beriev A-50

Aéronefs de rôle, de configuration et d'époque comparables
- E-3 Sentry (Block G)